# Perry Township (comté de Buchanan, Iowa)
Perry Township est un township, du comté de Buchanan en Iowa, aux États-Unis,. Le township est fondé en 1853.

## Source de la traduction
- (en) Cet article est partiellement ou en totalité issu de l’article de Wikipédia en anglais intitulé « Perry Township, Buchanan County, Iowa » (voir la liste des auteurs).